# Nephodia philomela
Nephodia philomela är en fjärilsart som beskrevs av Druce 1893. Nephodia philomela ingår i släktet Nephodia och familjen mätare. Inga underarter finns listade i Catalogue of Life.